# Conger myriaster
Conger myriaster es una especie de pez del género Conger, familia Congridae. Fue descrita científicamente por Brevoort en 1856.
Se distribuye por el Pacífico Noroccidental: Japón, península de Corea y mar de China Oriental. La longitud total (TL) es de 100 centímetros. Habita en fondos arenosos y fangosos. Puede alcanzar los 830 metros de profundidad.
Está clasificada como una especie marina inofensiva para el ser humano.